# Адемар де Монтей, Луи де Кастеллан
Луи де Кастеллан Адемар де Монтей, граф де Гриньян (фр. Louis de Castellane Adhémar de Monteil, comte de Grignan; ок. 1530 — 1 августа 1598) — французский военный и государственный деятель, участник религиозных войн.

## Биография
Старший сын Гаспара II де Кастеллана Адемара де Монтея (ок. 1500—1573), графа де Гриньян, и Анны де Турнон (ок. 1510 — после 1547), внучатый племянник Луи Адемара де Монтея.
Барон д'Антрекасто, капитан ордонансовой роты из 50 тяжеловооруженных всадников.
В 1554 году во главе четырех рот по 300 человек в каждой принял участие в Тосканской кампании маршала Пьеро Строцци.
С началом религиозных войн королевский двор по просьбе папы поручил графу оборону Конта-Венессена от отрядов кальвинистов, совершавших частые набеги с территорий Дофине и Виваре. Гриньян нанес им ряд поражений, и приобрел репутацию умелого воина, что позволило ему увеличить свою маленькую армию.
В 1574 году, возвращаясь во Францию, Генрих III проезжал через Авиньон, где записался в Братство Кающихся. В беседе с королем Луи де Кастеллан рассказал, что получил ранение в деле против пятисот кальвинистов, которые, среди прочей добычи, угнали в плен три процессии кающихся.
В том же году назначен губернатором Систерона, затем стал рыцарем ордена короля, его камергером и государственным советником. 23 марта 1576 стал генеральным наместником Прованса. Также занимал должность сенешаля Валентинуа и Диуа. На этих постах оказал государству и церкви значительные услуги в ходе гражданских войн.
21 января 1584 пожалован в рыцари орденов короля.

## Семья
Жена (22.06.1559): Изабо де Понтевес, дочь Жана де Понтевеса, графа де Карсес, великого сенешаля и генерального наместника Прованса, и Маргерит де Бранкас
Сын:
- Луи Франсуа де Кастеллан Адемар де Монтей, граф де Гриньян. Жена (4.06.1595): Жанна Ансезюн де Венежан

## Комментарии
1. ↑  Пуллен де Сен-Фуа уточняет, что Кающиеся были трех видов: «черные», «белые» и «голубые» (Poullain de Saint-Foix, p. 51)